# SETUR

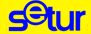
SETUR logo

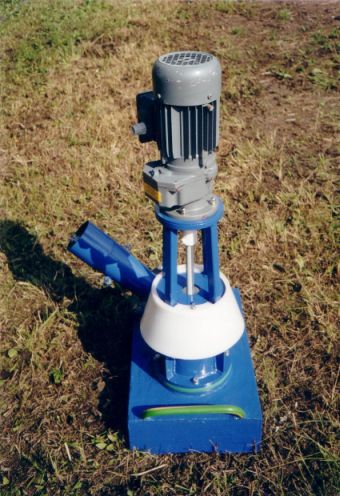
Vodní turbína SETUR

Schéma práce turbíny SETUR

PROTUR (SETUR) je bezlopatková turbína (přesněji bezlopatkový tekutinový stroj). Vynalezl ji doc. Ing. Miroslav Sedláček, CSc. a doc. Ing. Stanislav Hostin, Ph.D., vyvinul ji česko-slovenský tým a je celosvětově patentově chráněna. Dříve používaný název SETUR je akronymem pro SEdláčkovu TURbínu. Dnes je však uvedena na trh pod názvem PROTUR, tedy Precession ROlling TURbine. Technické zdokonalení původního odvalovacího principu provedly společnosti P.F – Economy consulting a ŽĎAS. Nyní[kdy?] je turbína odzkoušena, certifikována a začíná její sériová výroba.

## Popis
SETUR je na začátku 21. století jednou z konstrukčně nejjednodušších známých rotačních turbín, konstrukční jednoduchostí srovnatelných s Teslovou turbínou. Výrobce uvádí její účinnost zhruba 66%. Pracovním médiem jsou viskózní tekutiny, tedy kapaliny i plyny.
K principu fungování: bezlopatkové turbíny SETUR pracují na základě dosud nevyužívaných jevů, jejichž teoretická podstata se nyní stala předmětem vědeckého výzkumu. Pracovní médium vtékající do statoru uvede rotor do pohybu. Rotor se při chodu odvaluje po stěnách statoru, vykonává tedy jak rotační, tak precesní pohyb. Využívá se spirálního proudění v mezeře mezi rotorem a statorem. Bezlopatkové turbíny SETUR mohou díky svému uspořádání využívat zcela novým způsobem dějů, které se odehrávají v mezních vrstvách pracovního média – viskózní tekutiny. Zvláštností a současně výhodou je, že se skládají z malého počtu dílů, které mají pouze rotační tvary a povrch rotoru i statoru je zcela hladký – bez lopatek.
Jsou známy dva typy bezlopatkových tekutinových strojů:
1. "BTS/KO" – s kyvnou osou, kdy se rotor odvaluje po stěnách statoru a vykonává precesní pohyb – příkladem je právě SETUR,
2. "BTS/PO" – s pevnou osou, kdy je rotor upevněn ve dvou ložiscích a vykonává pouze rotační pohyb.
Nejznámějším využitím BTS jsou Malé vodní elektrárny (MVE) s výkonem v řádech desítek wattů až jednotek kW, o průtoku 4 – 20 ls−1 a spádu 2 – 20 m. MVE mohou pohánět nejen elektrické generátory, ale také čerpadla, malé mlýny či jiná mechanická zařízení.
Podle autorů je SETUR vhodným řešením pro výrobu elektřiny tam, kde není žádný jiný zdroj elektrické energie k dispozici a zároveň je přítomen vodní tok s nízkou průtokovou rychlostí (běžně potůčky s dostatečným spádem). MVE s turbínou SETUR jsou výhodné zejména pro malé výkony, kdy lopatkové turbíny nejsou žádoucí z provozních nebo ekonomických důvodů. Účinnost turbíny SETUR se pohybuje mezi 40 – 75 % (při ø rotoru pouhých 120 mm). Díky zvolenému konstrukčnímu řešení jsou MVE s turbínou SETUR schopny pracovat i se znečištěnou vodou.
Jako jeden z vedlejších efektů se využívá princip mikrovibrací, a to především v oblasti kartáčové techniky.
SETUR se využívá tam, kde je třeba pohybu rotačního, precesního, mikrovibrací, případně rozstřiku média. Při návrhu konstrukce SETUR, jakožto nového typu turbíny, byl kladen důraz na univerzálnost, jednoduchost a malý počet součástí. Z těchto důvodů se turbíny SETUR vyznačují nenáročností na údržbu, spolehlivostí, úsporností a širokou škálou použití.

## Druhy použití
- vodní elektrárny
- záložní nouzové zdroje
- kartáčová technika
- rotační vodní trysky (zavlažování, zahradní technika, okrasné účely)
- čerpadla, dmychadla
- plynové a parní turbíny
- bazénové doplňky

### Vodní elektrárny
MVE na malých vodních tocích, výhledově průtočné elektrárny do mořských proudů.

### Záložní nouzové zdroje
Jsou poháněné vodou z vodovodního řadu.

### Kartáčová technika
Využívá jak rotačního, tak precesního pohybu (a mikrovibrací) hřídele s kartáčem.
Uplatní se jako rotační autokartáče, kartáče místo sprchové růžice, kartáče k mytí
nádobí, zubní kartáčky. Zdrojem energie je voda z vodovodního řadu (rozvodů vody),
která při výtoku z turbíny slouží ještě k oplachu uvolněných nečistot.

### Rotační vodní trysky
Využívající výtoku vody z turbíny s dutým rotujícím hřídelem opatřeným na konci otvory – tryskami.
Slouží jako zavlažovač, okrasný vodotrysk, domácí fontánka – zvlhčovač, aerátor nebo čisticí tryska.

### Čerpadla a dmychadla
Po přivedení mechanické energie se BTS změní v čerpadlo či kompresor, vhodné zejména pro malé tlakové rozdíly média.

### Plynové a parní turbíny
Využívají zejména schopnost pracovat na malých tlakových spádech (při malém rozdílů tlaků) a při vysokých teplotách média. Díky rotačním tvarům součástí mohou být vyrobeny z teplotněodolných keramických materiálů. Je možno je využít u binárních
plynokapalinových cyklů (př. Rankinova), a zužitkovat tak např. teplotní gradient mořské vody jako téměř neomezený ekologický zdroj energie.

### Bazénový a akvarijní vysavač s rotujícím kartáčem
Využívá podtlaku ve filtračních systémech bazénů k pohonu rotačního kartáče. Podobně je možné využít podtlaku u domácích vzduchových vysavačů.
Výzkum a vývoj BTS dále probíhá nejen v Česku, ale i ve Velké Británii a Spolkové republice Německu. Přináší další vědecké poznatky a odkrývá nové možnosti využití.

## Historie vývoje
- 1991 – 1993 rozpracování úvodní myšlenky a vytvoření prvních prototypů
- 1994 – podání první patentové přihlášky
- 1994 – 2002 další rozvoj odvalovacího principu a zkoušení různých prototypů. Získání pěti národních patentů.
- 2002 – získání Europatentu Rolling Fluid Machine, číslo EP 1 015 760 B1
- 2003 – získání Europatentu Hydraulic Motor, číslo EP 1 082 538 B1
- 2003 – 2010 pokračování ve výzkumu odvalovacího principu a jeho praktických aplikací. Výroba různých typů turbín pro využití malého vodního potenciálu.
- 2013 - 2020 zdokonalení prototypu, certifikace a zahájení sériové výroby

## Obrazová galerie

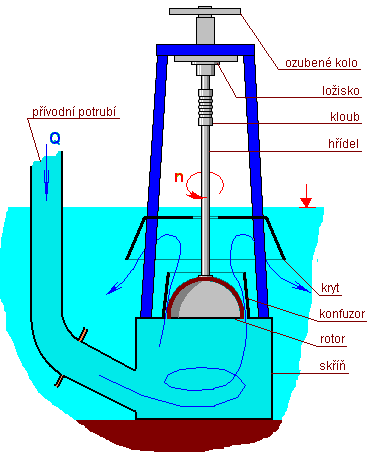
SETUR – galerie aplikací
Turbína SETUR – animace odvalovacího principu